# Långö, Karlskrona kommun
Långö är en ö och stadsdel i Karlskrona, norr om Trossö.  31 december 2005 hade Långö 1 109 invånare.[källa behövs]

## Historia
Långö är beläget i Augerums socken och ingick efter kommunreformen 1862 i Augerums landskommun I denna inrättades för ön 14 februari 1908 Långö municipalsamhälle. 1934 kom sedan en del av landskommunen, inklusive Långö, att uppgå i Karlskrona stad och samtidigt upplöstes municipalsamhället. Från 1971 ligger Långö i den då bildade Karlskrona kommun. 